# Alix Marquet
Alix Marquet est un sculpteur et peintre français né le 8 janvier 1875 à Oudan (Nièvre) et mort le 27 juin 1939 à Paris.
Actif à Paris, il exposa de nombreuses œuvres au Salon des artistes français dont plusieurs furent récompensées. Il fut vice-président de la Société des artistes français et de l'École nationale supérieure des beaux-arts.

## Biographie
Alix Marquet est né à Oudan (Nièvre) le 8 janvier 1875. Sa famille déménage à Prémery (Nièvre) peu de temps après pour s'installer en face du cimetière, son père Charles étant tailleur de pierre.
Alix Marquet s’intéresse très tôt à la taille de la pierre et au dessin et, avant ses quinze ans, il est remarqué par Henry Ferrier, receveur des postes à Prémery mais aussi artiste peintre, qui lui enseigne ses premières notions d'art, aidé par Achille Millien (poète de Beaumont-la-Ferrière) et par le docteur Léopold Charpentier.
En 1891, il obtient une subvention du département de la Nièvre et part s'installer à Paris, rue Delambre, dans un humble logis qu'il partage avec un autre jeune sculpteur, Ernest Nivet (1871-1948). Pour survivre, il exécute des travaux de praticien le jour, suit les cours de la ville le soir et consacre une partie de ses nuits à son propre travail.
Dès 1893, il réalise le buste de son père, Charles Marquet, qui est accepté au Salon des artistes français. Il déménage rue Boissonnade, puis cité Falguière, avant de s'installer dans son atelier du 1, rue Gager-Gabillot à Paris, dans lequel il exerça jusqu'à sa mort.
Il s'impliquera rapidement dans la Société des artistes français et sera membre du jury dès le Salon de 1927,.
En 1926, il épouse Claudia Lespiat, diplômée de l'École des beaux-arts de Paris, professeur de dessin à la Ville de Paris et artiste peintre. Ils auront une fille, Lysiane, en 1929. Bien qu'installé à Paris, il ne cessera de retourner régulièrement à Prémery dans la maison familiale de son épouse, où il a conservé de nombreux amis et attaches.
Il est vice-président de l'École nationale supérieure des beaux-arts, vice-président de la Société des artistes français, sociétaire perpétuel de la Société des artistes français en 1936, membre du comité de défense de la propriété artistique, du comité de l'Amicale des sculpteurs français, de la commission des sites et monuments naturels et vice-président de l'Aiguillon, société fondée par les Nivernais de Paris.
Il meurt le 27 juin 1939 à son domicile  dans le 15e arrondissement de Paris et est enterré à Prémery (Nièvre) dans la tombe familiale.

## Œuvres

### Sculpture
- En 1901, il réalise un sujet représentant L'Imploration qui obtient la troisième médaille au Salon des artistes français, acquis par l'État pour le musée de la Faïence et des Beaux-Arts de Nevers.
- En 1903, il obtient la seconde médaille au Salon des artistes français pour sa composition Fin de Labeur, acquise par l'État et envoyée au musée des Beaux-Arts de Nîmes. Il obtient aussi cette année-là une bourse du ministère de l'Instruction publique et des Beaux-Arts[6]. La version exécutée en marbre de Fin de Labeur est exposée au Salon de 1906[7] et vaut à l'artiste le prix Desprez de l'Académie des beaux-arts.
- En 1905, il obtient la première médaille au Salon des artistes français pour son groupe Ceux qui restent, figurant une veuve et un orphelin.
- En 1907, il réalise le nu d'une fillette qui vient de se piquer à une rose, tombée à ses pieds et porte à ses lèvres la petite blessure : Il n'est pas de rose…, en marbre, et obtient le prix national au Salon des artistes français de 1907.
- Le Salon de 1909 expose son Monument au commandant Provost, tué à Casablanca. Réalisé en pierre et en bronze, il fut érigé à Nevers, mais envoyé à la fonte par les allemands pour réutiliser le bronze sous le régime de Vichy.

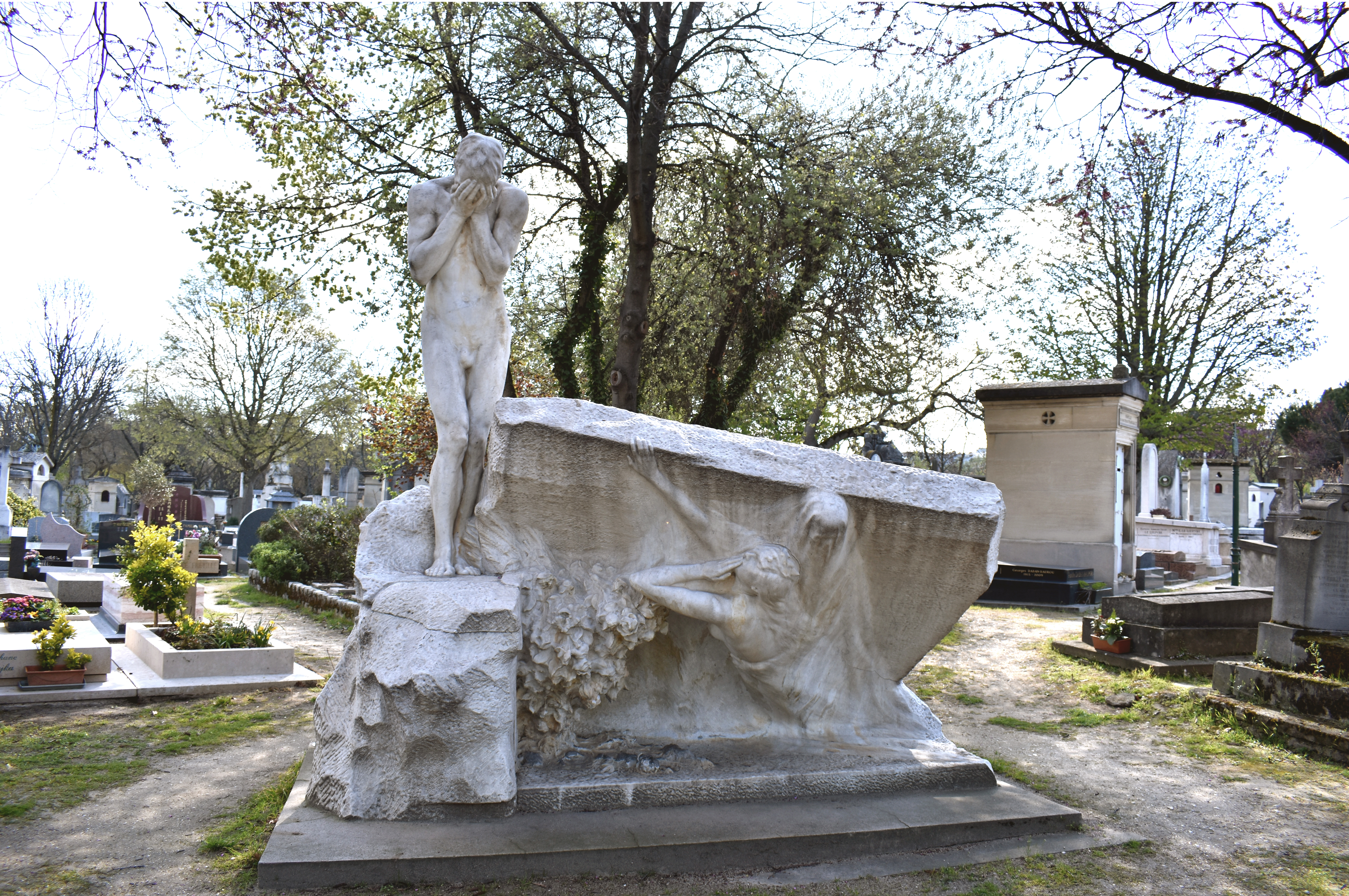
Fin d'un rêve (1910-1912), Paris, cimetière du Montparnasse.

- Commandé par l’État et la Ville de Paris, la Fin d'un rêve est un sujet funéraire en marbre destiné au cimetière du Montparnasse à Paris, exposé au Salon de 1910, qui lui valut d'être nommé chevalier de la Légion d'honneur[8].
- Son groupe les Vignes du Seigneur, exposé au Salon de 1914, représentant Bacchus soutenu par un faune, est acquis par l'État. Le Faune sera aussi exécuté sous forme de buste, en pierre et en bronze.
- En 1918, il réalise l'ensemble de la décoration sculpturale de la Caisse d'épargne de Nevers.
- Il obtient une médaille d'honneur au Salon des artistes français de 1920 pour la Femme nue, dite aussi Mélancolie, figurant un modèle en position semi-assise au regard mélancolique. Le marbre est acquis par la Ville de Paris pour le Petit Palais.
- En 1921, il expose au Salon son buste du Silence, ornant le tombeau de son père au cimetière de Prémery.
- De 1923 à 1925, il exécute des monuments aux morts, en particulier ceux de Nevers (place Carnot)[9], de Prémery (face à l'église), de Pierrefitte et d'Arleuf, ce dernier édifié en 1926 par l'architecte Gaston Martin représente une femme éplorée qui symbolise la France pleurant ses enfants[10].
- En 1926, il réalise une Baigneuse — avec une version plus dénudée dite La Chaste Suzanne — qui sera installée au milieu d'un petit bassin dans les jardins du Champ-de-Mars à Paris jusqu'à la fin des années 2000, puis démontée à la suite d'une détérioration. Depuis 2022, une copie en bronze remplace l'originale qui était en marbre.
- vers 1931-1932, il réalise Le Passé, le Présent et l'Avenir, groupe de trois femmes qui représentent les trois âges, Léda, jeune femme issue de la mythologie grecque, représentée enlaçant un cygne, ainsi que La Mère et l'Enfant, statue inaugurée le 5 mai 1979 square Alix Marquet dans le quartier du Maupas à Nevers.
- En 1933, il réalise  le Rocher de Sisyphe représentant le héros mythologique condamné à rouler éternellement un rocher énorme jusqu'à la cime d'une montagne. Cette œuvre monumentale, réalisée en bronze, sera érigée au parc Saint Lambert à Paris et envoyée à la fonte sous le régime de Vichy.
- En 1938, il réalise le Monument à Achille Millien, érigé dans les jardins du palais ducal de Nevers.
- En 1939, il réalise sa dernière œuvre, le Buste d'Adolphe Chérioux (1857-1934), conseiller municipal du 15e arrondissement de Paris et président du conseil de Paris, présenté au Salon des artistes français de la même année[11]. Il était destiné à orner un square de Vaugirard, mais fut détruit dans les sous-sols de la mairie du 15e arrondissement durant l'Occupation.

Alix Marquet a réalisé tout au long de sa vie de nombreux bustes d'amis, de connaissances, de personnalités : 
- le Buste de Jean Jaurès, exécuté en 1928 d'après photographie, dont l'original est conservé au palais Bourbon à Paris. Une réplique est conservée à Imphy ;
- le Buste du docteur Jules Renault, né à Prémery. Le marbre se trouve à l'Académie nationale de médecine à Paris et un exemplaire en bronze à l'hôpital de Nevers ;
- les bustes d’Octave Denis Victor Guillonnet, Victor Charreton (Clermont-Ferrand, musée d'Art Roger-Quilliot), Le Marquis de Sigoyer, Jean Boisson, Le Docteur Querat, E. Groslard, Paul Laurens, H. Massé, Jean Locquin, Le Général Jean Étienne Cheutin, Charles Cézar-Bru.

### Peinture
Alix Marquet signe ses peintures et dessins sous le nom de Marc Aluet. Il réalise des portraits de sa femme, de sa fille, de parents proches ou d'amis, ainsi que des paysages et des natures mortes. Les portraits du peintre Octave Denis Victor Guillonnet et de son ami Charles Cézar-Bru sont exposés au Salon des artistes français de 1936. Il reçoit une médaille d'argent au Salon des artistes français de 1928 pour une de ses peintures.

## Distinctions
- Hors-concours depuis 1905 au Salon des artistes français.
- Prix national en 1907.
- Chevalier de la Légion d'honneur en 1910.
- Officier de la Légion d'honneur en 1924.
- Médaille d'honneur du Salon des artistes français.
- Médaille du Conseil supérieur des beaux-arts.

Œuvres d'Alix Marquet exposées au Salon des artistes français
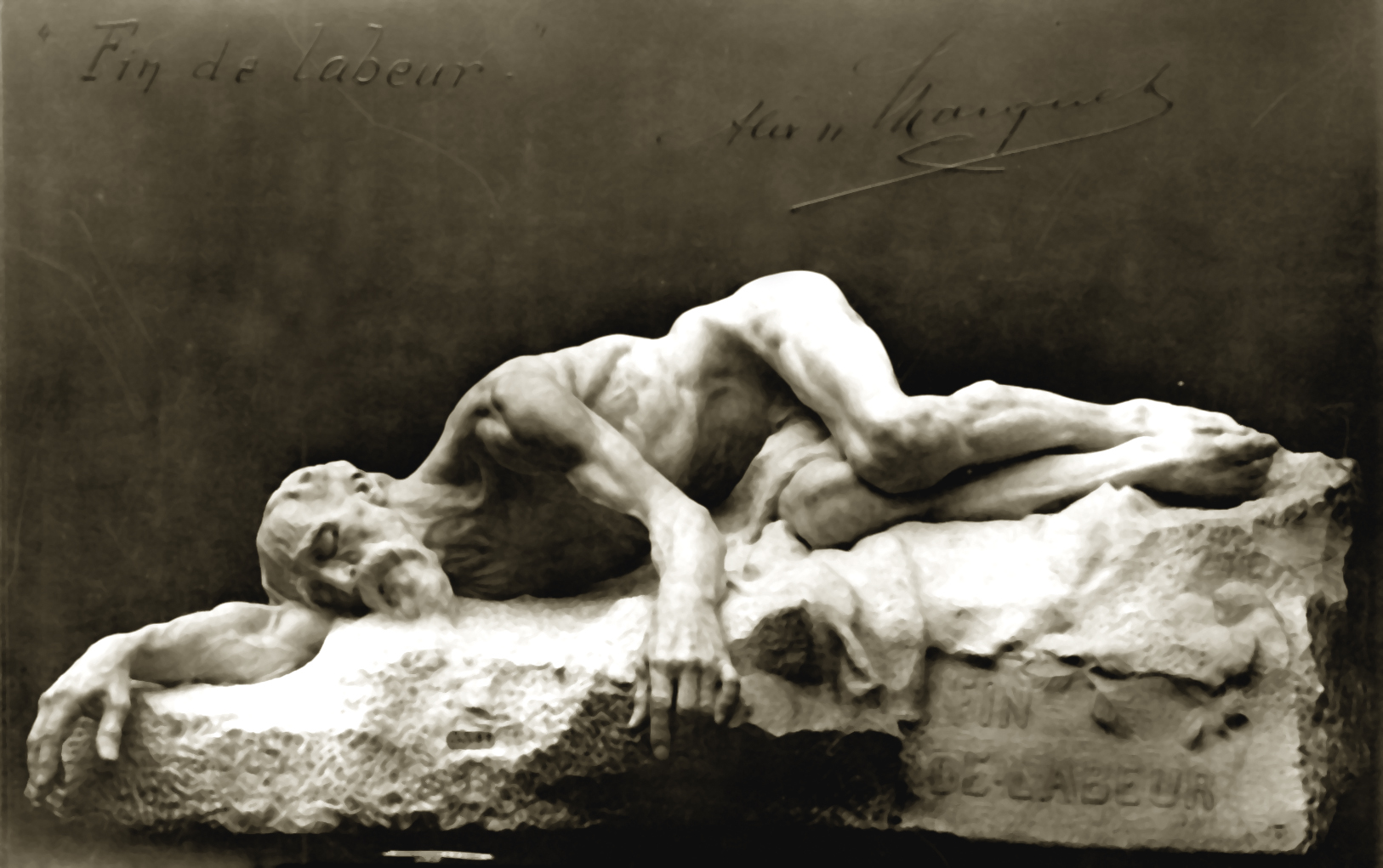
Fin de labeur (1903).
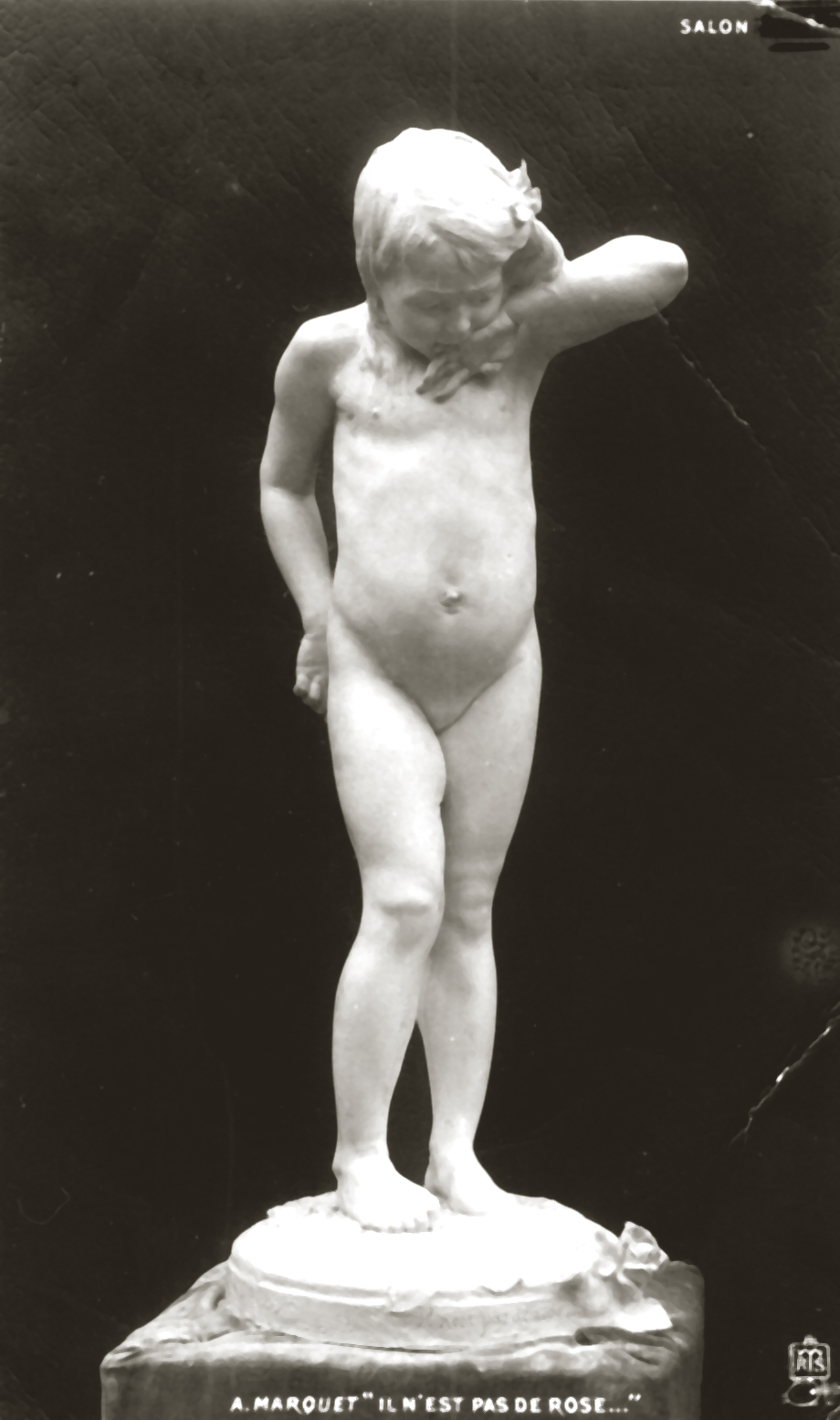
Il n'est pas de rose… (1907).
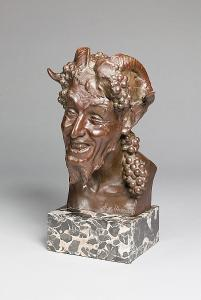
Faune (1914).
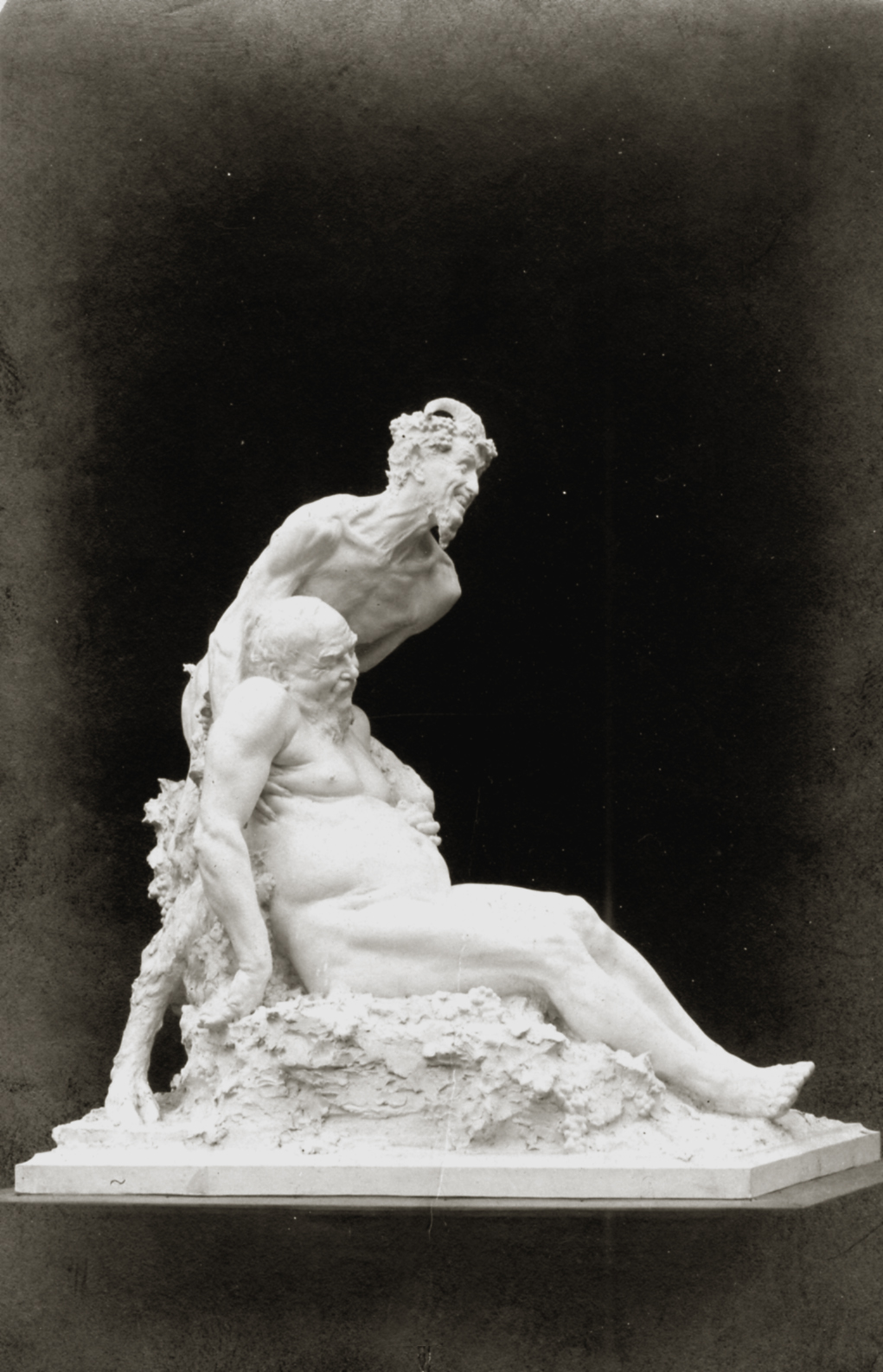
Les Vignes du Seigneur (1914).
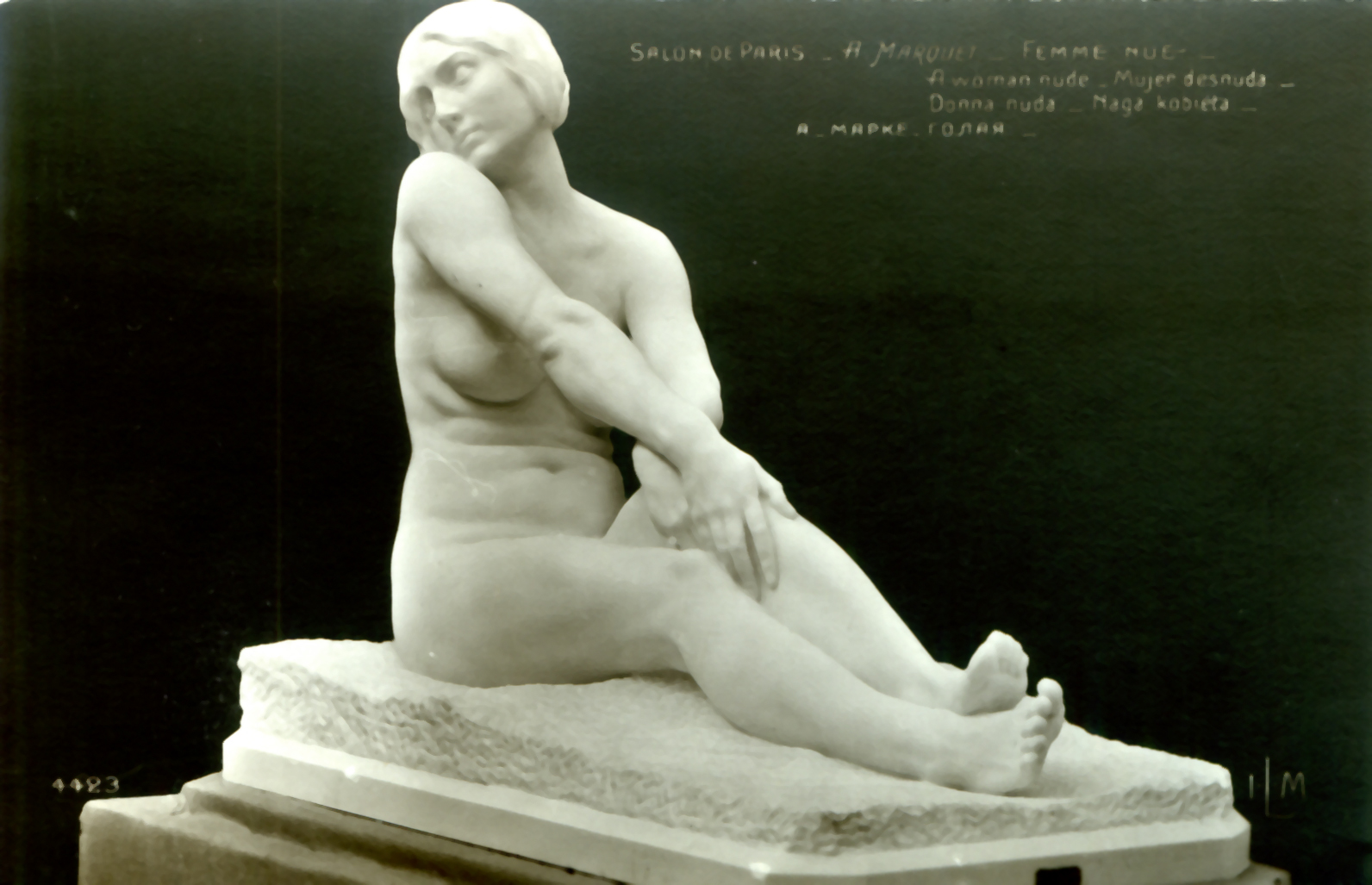
Femme nue (1920).
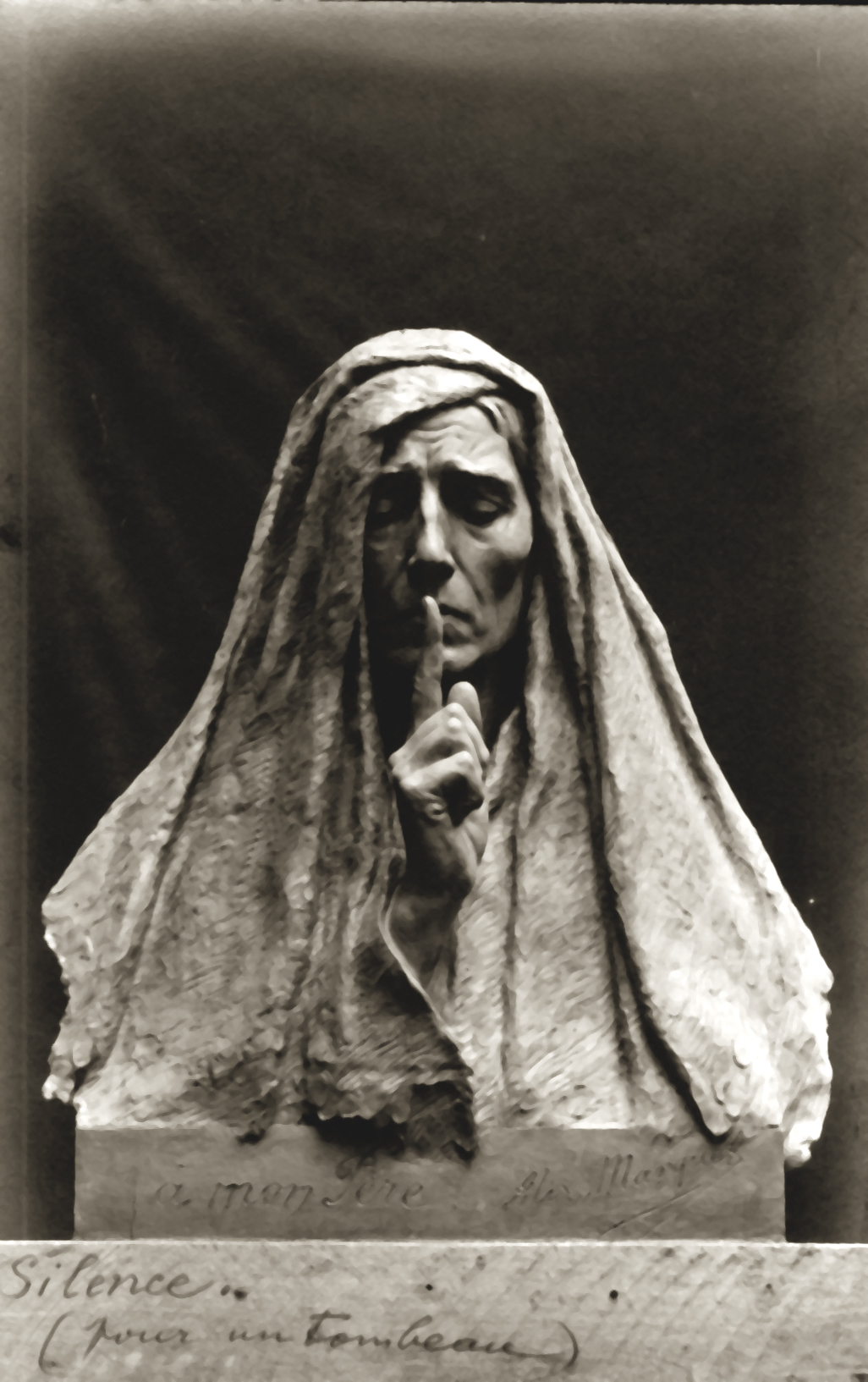
Silence (1921).
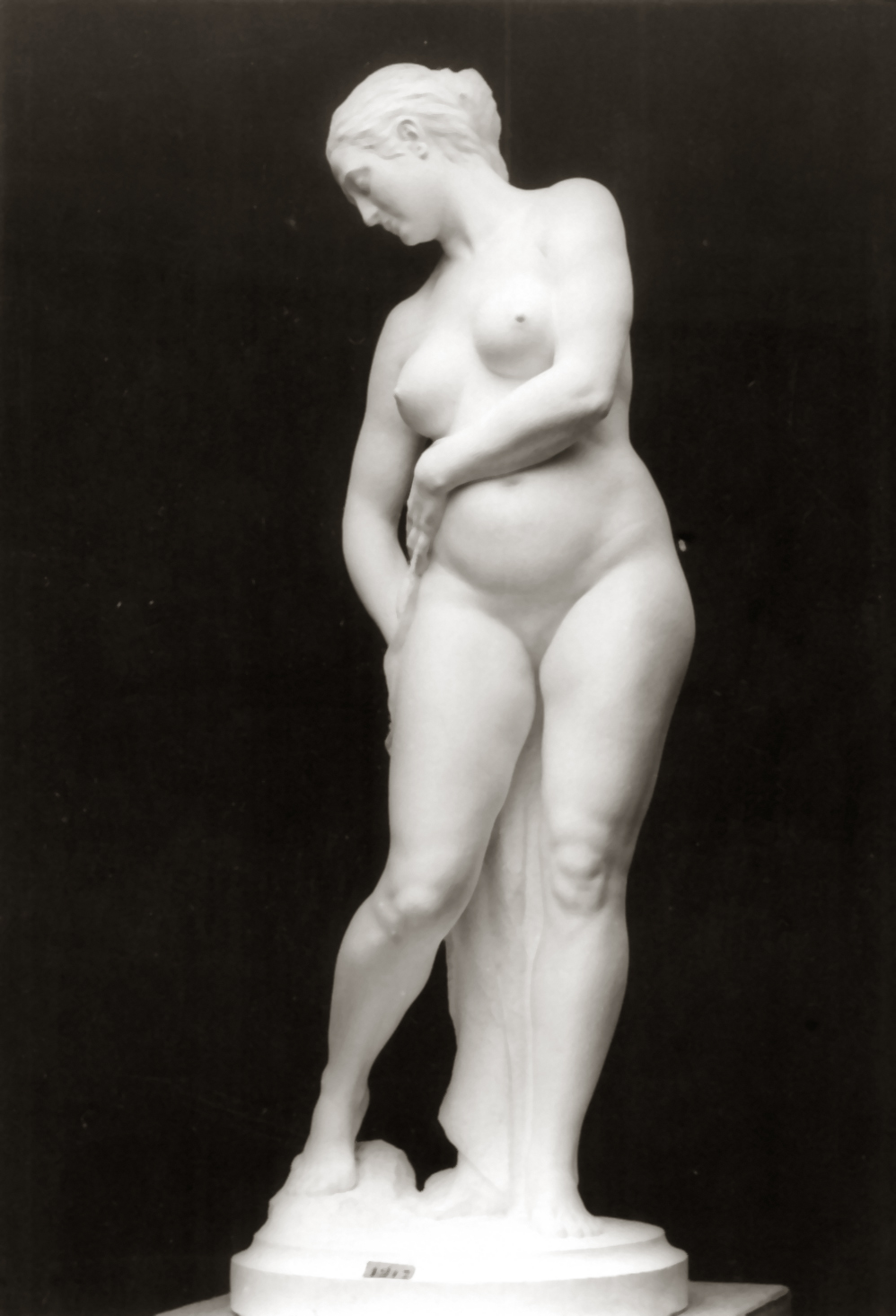
Baigneuse (1926).
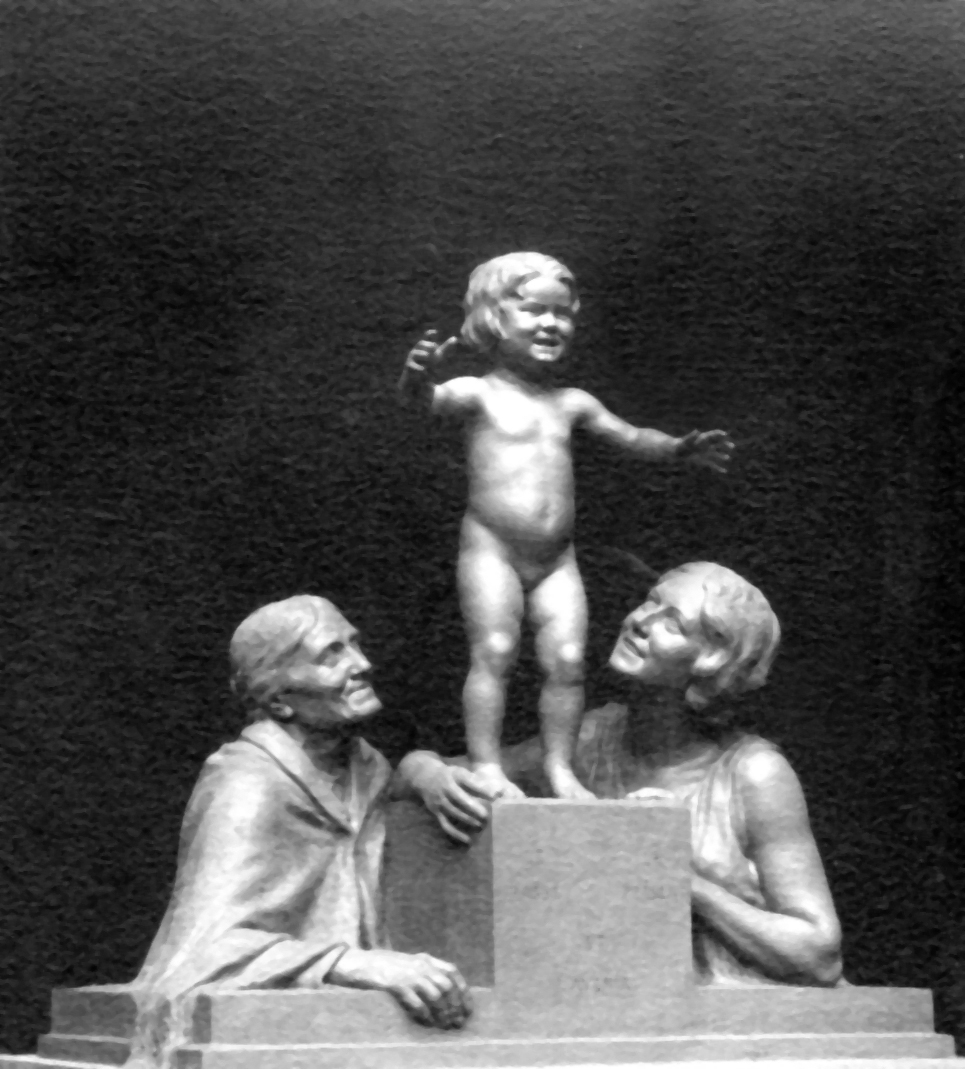
Le Passé, le Présent, l'Avenir (1931).
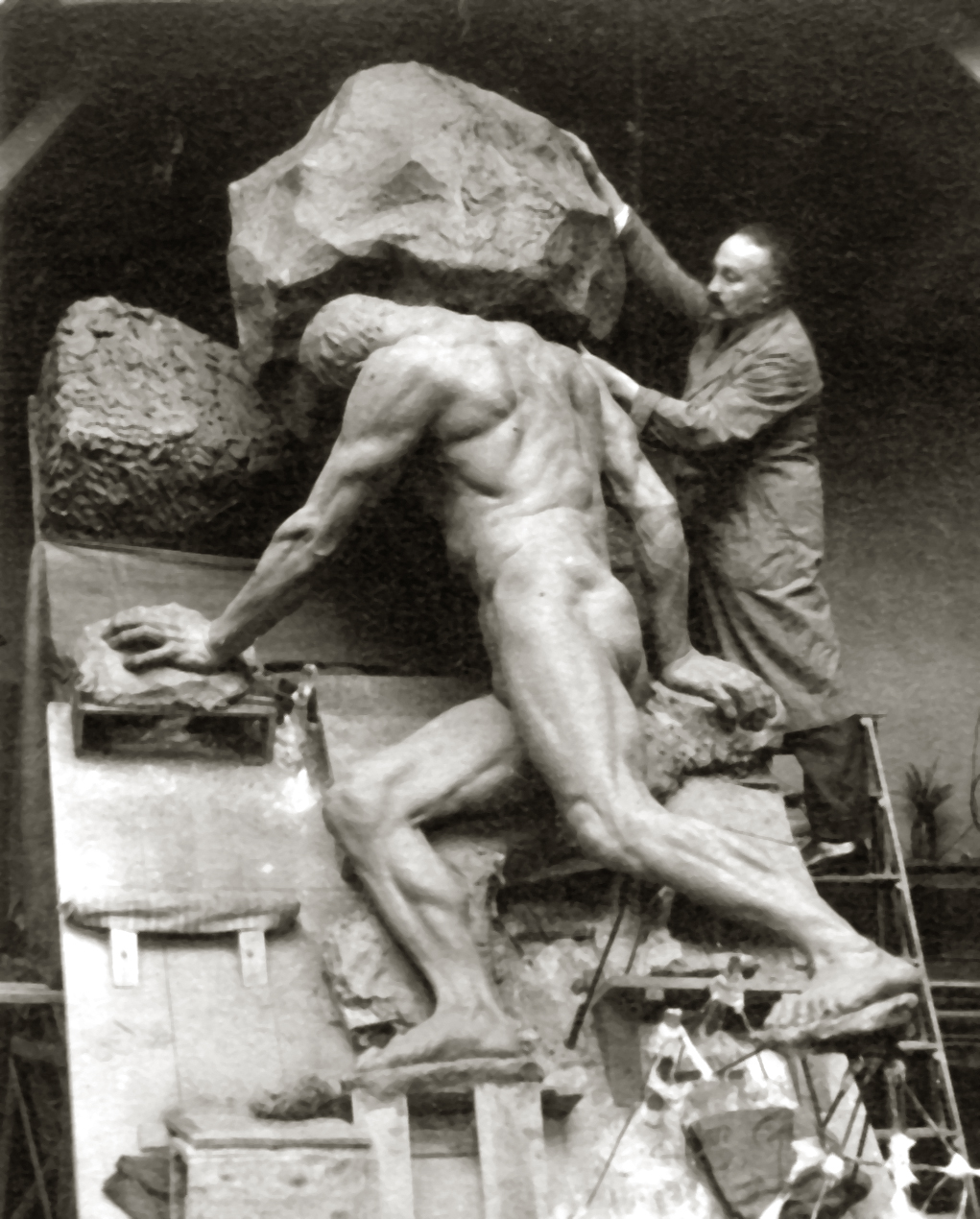
Le Rocher de Sisyphe (1933).
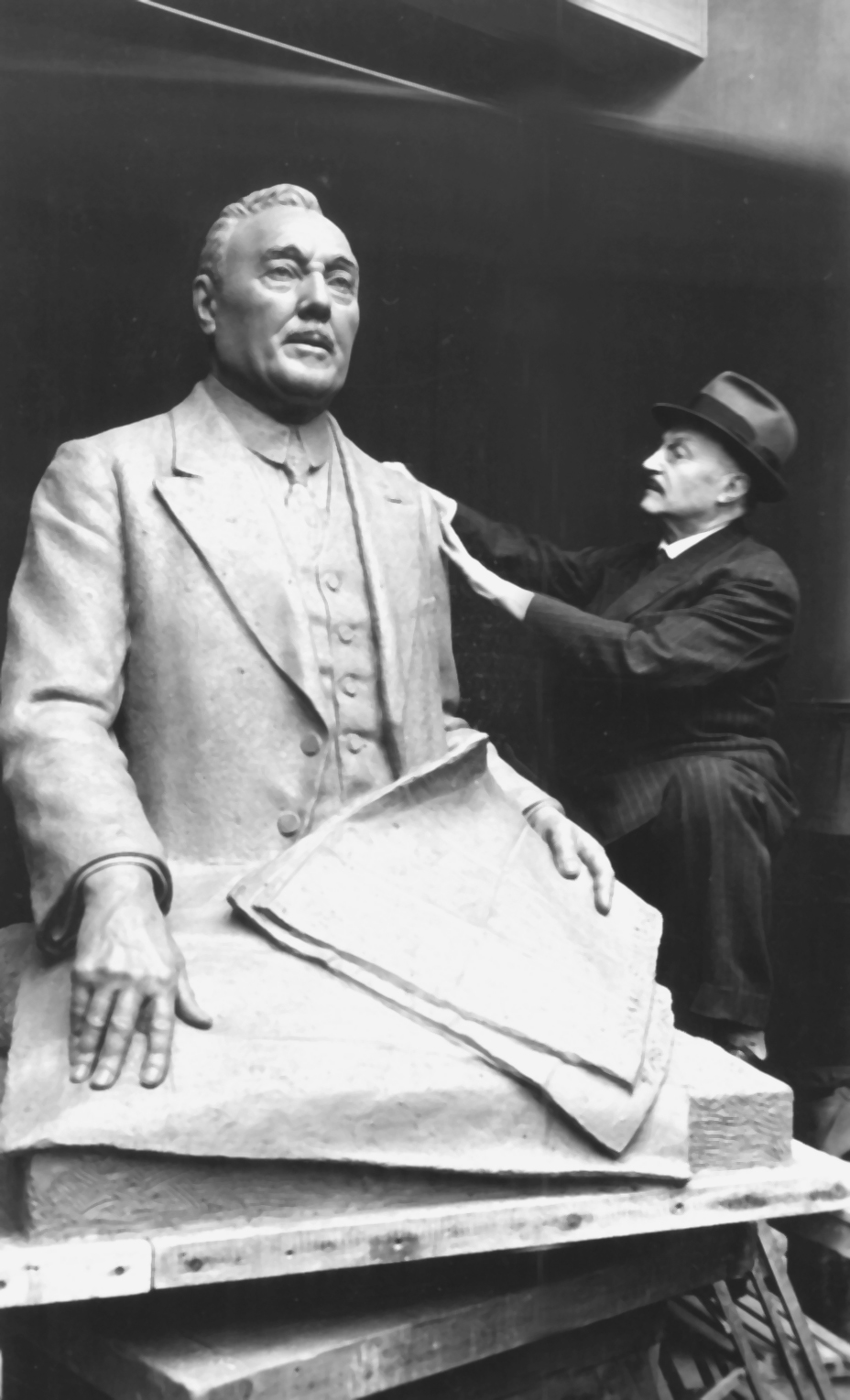
Adolphe Chérioux (1939).
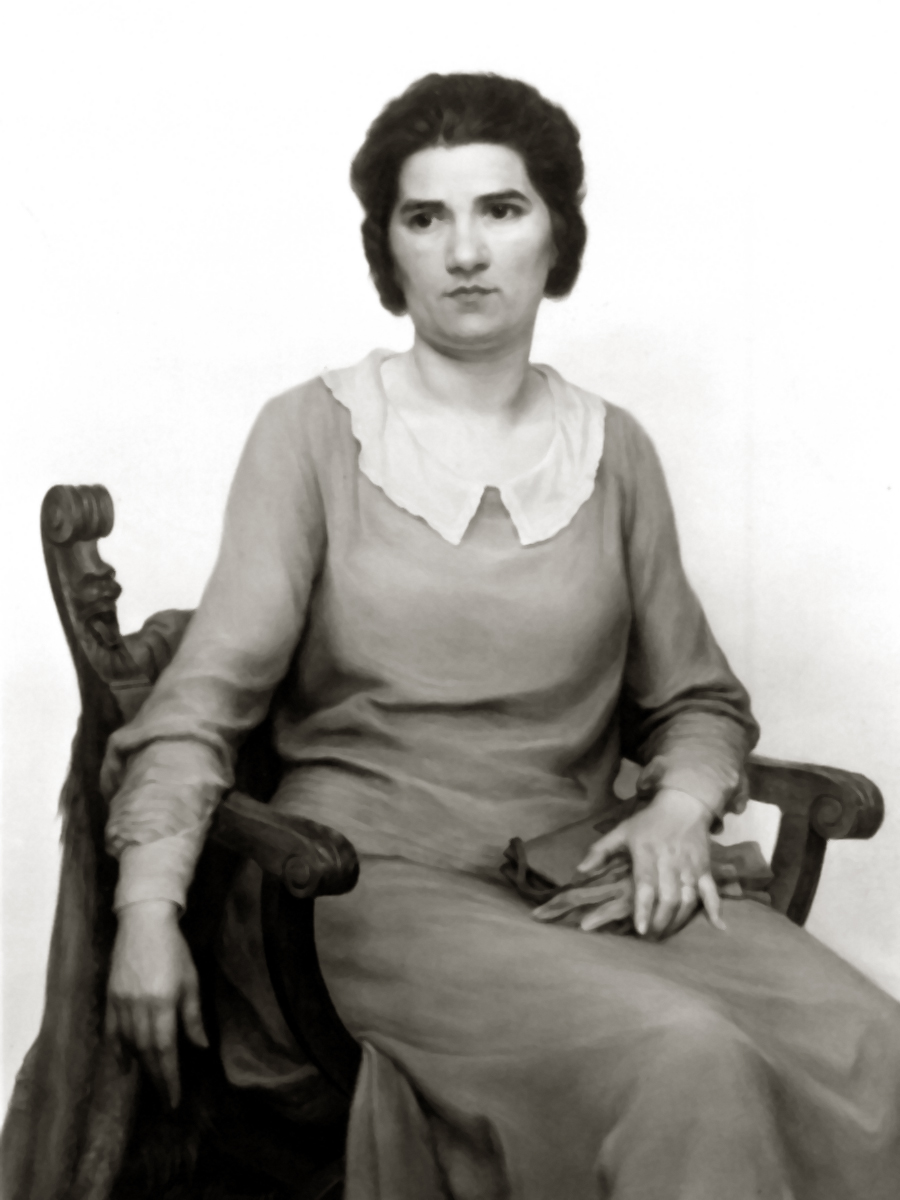
Claudia Marquet (1924).
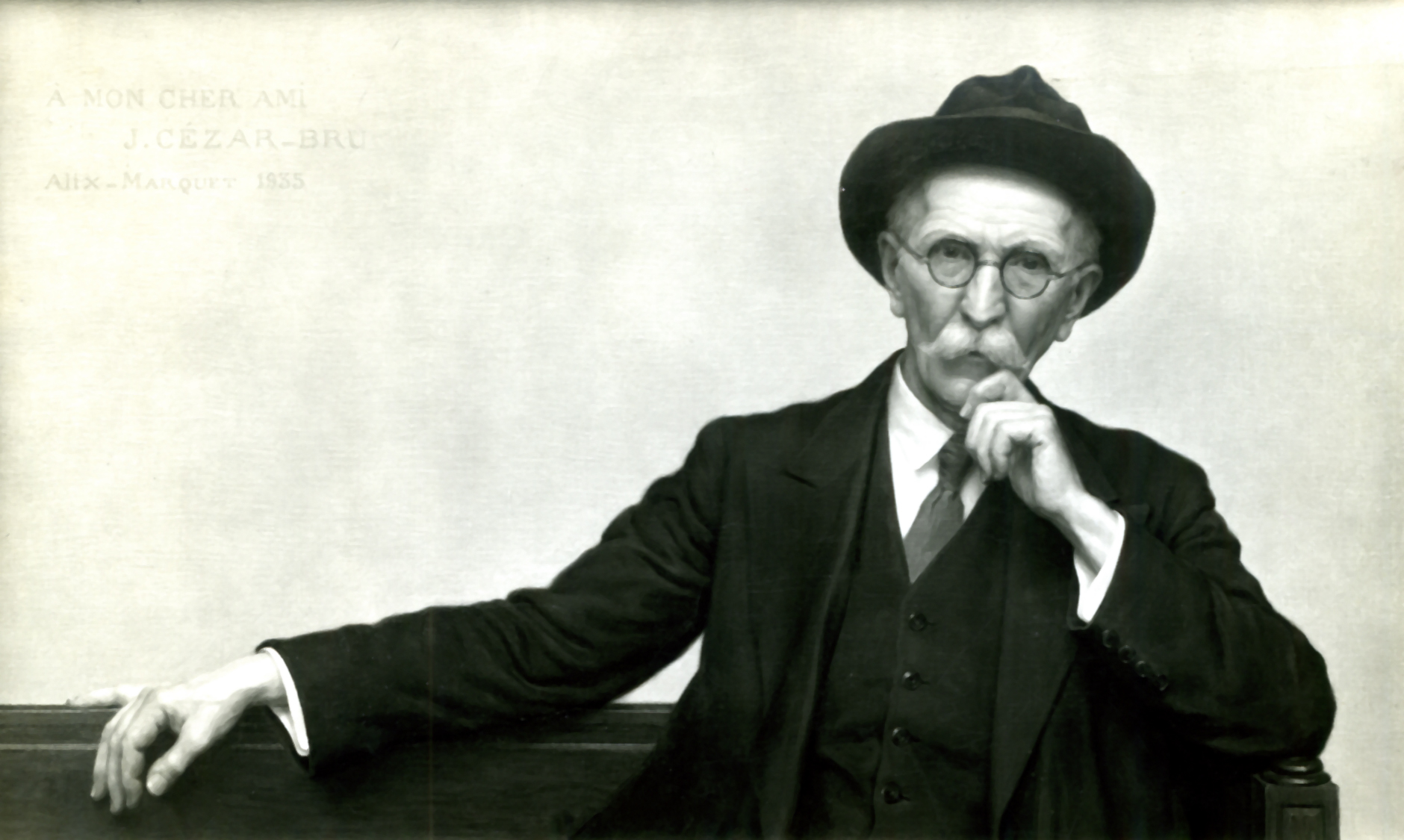
Cézar-Bru (1935).
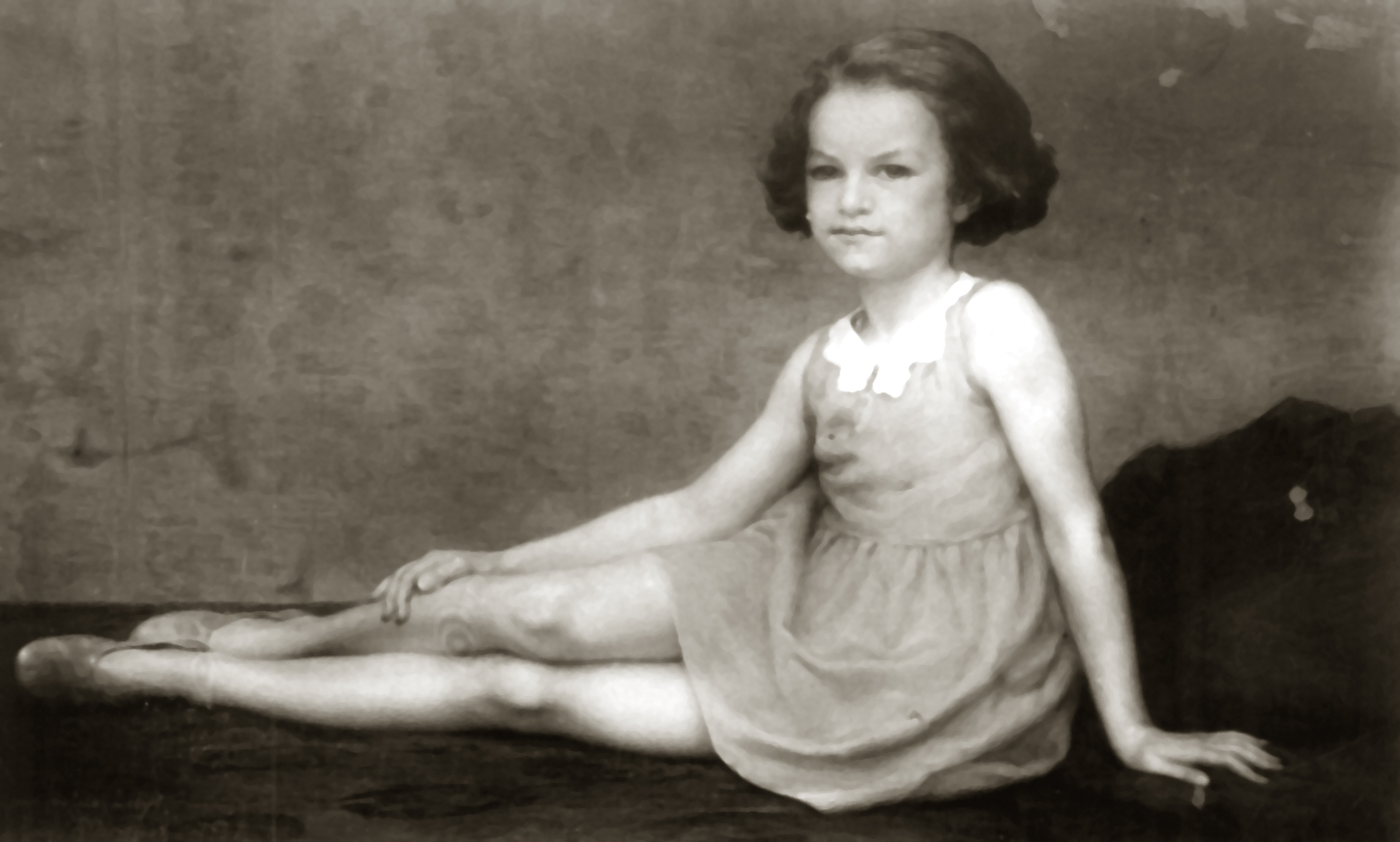
Lysiane Marquet (1938).